# Neolophonotus louisi
Neolophonotus louisi är en tvåvingeart som beskrevs av Jason Gilbert Hayden Londt 1986. Neolophonotus louisi ingår i släktet Neolophonotus och familjen rovflugor. Inga underarter finns listade i Catalogue of Life.